# Ludvig Larsson (fotbollsspelare)
Ludvig Larsson, född den 10 maj 1997, är en svensk fotbollsmålvakt som senast spelade för IK Brage.